# Chaunac
Chaunac is een gemeente in het Franse departement Charente-Maritime (regio Nouvelle-Aquitaine) en telt 82 inwoners (2009). De plaats maakt deel uit van het arrondissement Jonzac.

## Geografie
De oppervlakte van Chaunac bedraagt 2,3 km², de bevolkingsdichtheid is dus 35,7 inwoners per km².
De onderstaande kaart toont de ligging van Chaunac met de belangrijkste infrastructuur en aangrenzende gemeenten.

## Demografie
Onderstaande figuur toont het verloop van het inwonertal (bron: INSEE-tellingen).